# Pryputni (przystanek kolejowy)
Pryputni (ukr. Припутні) – przystanek kolejowy w pobliżu miejscowości Pryputni, w rejonie szepetowskim, w obwodzie chmielnickim, na Ukrainie. Położony jest na linii Szepetówka – Tarnopol.
W okresie międzywojennym istniała tu mijanka.